# FA Charity Shield 1936
Lo FA Charity Shield 1936, noto in italiano anche come Supercoppa d'Inghilterra 1936, è stata la 23ª edizione della Supercoppa d'Inghilterra.
Si è svolto il 28 ottobre 1936 al Roker Park di Sunderland tra il Sunderland, vincitore della First Division 1935-1936, e l'Arsenal, vincitore della FA Cup 1935-1936.
A conquistare il titolo è stato il Sunderland che ha vinto per 2-1 con reti di Eddie Burbanks e Raich Carter nel corso del secondo tempo.

## Partecipanti
| Squadre    | Qualificazione                           | Partecipazioni precedenti (il grassetto indica la vittoria) |
| ---------- | ---------------------------------------- | ----------------------------------------------------------- |
| Sunderland | Vincitore della First Division 1935-1936 | Nessuna                                                     |
| Arsenal    | Vincitore della FA Cup 1935-1936         | 5 (1930, 1931, 1933, 1934, 1935)                            |

## Tabellino
| Sunderland 28 ottobre 1936                                | Sunderland | 2 – 1 referto | Arsenal | Roker Park (30.000 spett.) |
| \| \| \| \| \| Burbanks Carter \| Marcatori \| Kirchen \| |            |               |         |                            |
|                                                           |            |               |         |                            |
| Burbanks Carter                                           | Marcatori  | Kirchen       |         |                            |

### Formazioni
| Sunderland:     |    |                   |
|                 |    |                   |
| P               | 1  | Johnny Mapson     |
| D               | 2  | Alex Hall         |
| D               | 3  | George Collin     |
| C               | 4  | Charlie Thomson   |
| C               | 5  | Bert Johnston     |
| C               | 6  | Sandy McNab       |
| A               | 7  | Len Duns          |
| A               | 8  | Raich Carter      |
| A               | 9  | Bobby Gurney      |
| A               | 10 | Patrick Gallacher |
| A               | 11 | Eddie Burbanks    |
| Allenatore:     |    |                   |
| Johnny Cochrane |    |                   |

| Arsenal:       |    |                |
|                |    |                |
| P              | 1  | George Swindin |
| D              | 2  | Leslie Compton |
| D              | 3  | Eddie Hapgood  |
| C              | 4  | Jack Crayston  |
| C              | 5  | Bernard Joy    |
| C              | 6  | Wilf Copping   |
| A              | 7  | Jackie Milne   |
| A              | 8  | Ray Bowden     |
| A              | 9  | Alf Kirchen    |
| A              | 10 | Roger Davidson |
| A              | 11 | Denis Compton  |
| Allenatore:    |    |                |
| George Allison |    |                |